# 江山綠牡丹
江山綠牡丹，亦名仙霞茶、綠茗、仙霞化龙，是產於中國大陸浙江省江山市仙霞嶺的烘青綠茶，經殺青、攤涼、初烘、複烘製成，因茶葉色绿似牡丹得名。主銷上海、北京、杭州等城市，少量出口新加坡和德國。

## 歷史
- 北宋时仙霞山区出產的茶品已是江南名茶。[3]《江山市誌》記載，蘇東坡在杭州任太守時稱仙霞茶爲“奇茗”，“極精”。[1]

|                            | 寄示奇茗，極精而豐，南來未始得也。 |
| ——蘇軾〈與毛澤民推官三首〉 |                                    |

- 相傳明武宗朱厚照下江南時受當地官吏所獻之仙霞山茶，賜名“綠茗”，並觀看茶園，指定其中四叢爲“御茶”，命其爲貢茶。[1][3]
- 於中華民国时期绝迹。[4]
- 1980年恢復研製。[1][4]1982年，被中華人民共和國商业部评为全国十大名茶之一。[5]
- 江山綠牡丹为中国地理标志产品。保护范围为浙江省江山市现辖行政区内的14个乡镇。